# متتالية لوجستية

المتتالية اللوجستية for 100 generations ل x (رُسمت من اليسار إلى اليمين) as r يتحرك من 0 إلى 4

المتتالية اللوجستية هي تطبيق حدودي من الدرجة الثانية.
{\displaystyle x_{n+1}=rx_{n}\left(1-x_{n}\right)}